# Rezolucja Rady Bezpieczeństwa ONZ nr 94
Rezolucja Rady Bezpieczeństwa ONZ nr 94 została przyjęta jednomyślnie 29 maja 1951 r.
Odnotowano w niej z żalem śmierć sędziego Międzynarodowego Trybunału Sprawiedliwości José Philadelpho de Barros e Azevedo w dniu 7 maja 1951 oraz postanowiono, że wybory w celu obsadzenia wakatu powinny się odbyć podczas szóstej sesji Zgromadzenia Ogólnego ONZ. Rada postanowiła ponadto, że wybory te powinny się odbyć przed terminowymi wyborami sędziów, które miały się odbyć na tej samej sesji w celu obsadzenia pięciu wakatów, wynikających z wypadającego na 5 lutego 1952 końca kadencji pięciu obecnych sędziów.